# Académie navale hellénique
L’Académie navale hellénique (en grec moderne : Σχολή Ναυτικών Δοκίμων) est une académie militaire située au Pirée fondée en 1845 dont la fonction est de former les officiers de la marine de guerre hellénique.